# Nyctemera ludekingi
Nyctemera ludekingi là một loài bướm đêm thuộc phân họ Arctiinae, họ Erebidae.